# David Dekker
David Dekker (Turnhout, 2 februari 1998) is een Nederlands wielrenner die in 2021 een contract kreeg bij Team Jumbo-Visma. In 2019 won hij het Nederlands kampioenschap wielrennen op de weg voor beloften.
David Dekker is de zoon van oud-wielrenner Erik Dekker.

## Palmares

### Overwinningen
2016
Eindklassement Tour des Portes du pays d'othe
2017
Omloop Hoeksche Waard
2018
Bergklassement Olympia's Tour
2019
Omloop Houtse Linies
Brussel-Opwijk
1e etappe Carpathian Couriers Race
 Nationaal kampioenschap Nederland op de weg, Beloften
1e etappe Ronde van Noord-Holland
2020
Ster van Zwolle
Dorpenomloop Rucphen
2021
Puntenklassement Ronde van de Verenigde Arabische Emiraten

## Resultaten in voornaamste wedstrijden
| Jaar | Ronde van Italië | Ronde van Frankrijk | Ronde van Spanje |
| ---- | ---------------- | ------------------- | ---------------- |
| 2021 | opgave           |                     |                  |
| 2022 |                  |                     |                  |
| 2023 | opgave           |                     |                  |
| 2024 | opgave           |                     |                  |

| Jaar | Gent-Wevelgem | Ronde van Vlaanderen | Parijs-Roubaix |
| ---- | ------------- | -------------------- | -------------- |
| 2021 |               | 93e                  |                |
| 2022 |               |                      |                |
| 2023 | 92e           | opgave               | 110e           |
| 2024 | 66e           | opgave               | opgave         |

## Ploegen
- 2018 –  Metec-TKH Continental Cyclingteam
- 2019 –  Metec-TKH Continental Cyclingteam
- 2020 –  SEG Racing Academy
- 2021 –  Team Jumbo Visma
- 2022 –  Team Jumbo-Visma
- 2023 –  Arkéa-Samsic
- 2024 –  Arkéa-B&B Hotels
- 2025 –  Euskaltel-Euskadi

Van Aert · Affini · Bennett · Bouwman · Dekker · van Dijke (vanaf 5 september) · Dumoulin · Eenkhoorn · Van Emden · Foss · Gesink · Groenewegen · Harper · Hofstede · Van Hooydonck · Kooij (vanaf 18 februari) · Kruijswijk · Kuss · Leemreize · Martens (t/m 30 mei) · Martin · Oomen · Pfingsten · Roglič   · Roosen · Teunissen · Tolhoek · Vingegaard · Wynants (t/m 4 april)
Affini · Benoot · Bouwman · Dekker · Dennis · Dumoulin (tot 15/8) · Eenkhoorn · Foss   · Gesink · Harper · Hessmann · Hofstede · Kooij · Kruijswijk · Kuss · Laporte · Leemreize · Oomen · Roglič   · Roosen · Teunissen · Vader · Van Aert · Van der Sande · M. van Dijke · T. van Dijke · Van Emden · Van Hooydonck · Vingegaard · Gloag (stagiair)
Barguil · Barré · Biermans · Bouet · Bouhanni · Capiot · Champoussin · Costiou · Dekker · Delaplace · Démare (vanf 1/8) · Edet · Gesbert · Grondin · Guernalec · Guglielmi · Hofstetter · Le Berre · Ledanois · Louvel · McLay · Mozzato · Owsian · Pichon · Ponomar (tot 31/7) · Ries · Riou · Rodríguez · Russo · Vauquelin · Verre · Dauphin (stagiair) · Gillet (stagiair) · Martin Tjøtta (stagiair)
Albanese · Barré · Biermans · Capiot · Champoussin · Costiou · Dekker · Delaplace · Démare · García Pierna · Gesbert · Grondin · Guernalec · Guglielmi · Huys · Le Berre · Ledanois(tot 15/8) · Louvel · McLay · Mozzato · Owsian · Ries · Riou · Rodríguez · Scotson · Sénéchal · Thierry (vanaf 1/9) · Vauquelin · Venturini · Verre